# Graphania cuneata
Graphania cuneata är en fjärilsart som beskrevs av Alfred Philpott 1916. Graphania cuneata ingår i släktet Graphania och familjen nattflyn. Inga underarter finns listade i Catalogue of Life.